# Косин, Юрий Александрович
Ю́рий Алекса́ндрович Ко́син (укр. Юрій Олександрович Косін; 26 сентября 1948, Компанеевка, Кировоградская область — 24 октября 2022) — украинский фотограф, преподаватель, куратор выставок. Член Союза фотохудожников Украины, Преподаватель и куратор Независимой Украинской Академии Фотоискусства, организатор и куратор фотогалереи «Эксар», Украина, Член союза Kulturforum, Германия, Член художественной мастерской «Kulturwerkstatt Trier», Германия. В экспертном опросе, проведённом в 2011 году, назван одним из экспертов в фотокритике на Украине. Является участником телевизионной передачи «Своими глазами» на украинском телевидении, которая посвящена путешествиям. Представитель Новой украинской волны.

## Биография
Родился 26 сентября 1948 года в пгт. Компанеевке (Кировоградская область). В 1974 году окончил Киевский политехнический институт. В 1988 году окончил Киевский институт журналистского мастерства. Жил и работал в городе Ирпень (Киевская область).
Скончался 24 октября 2022 года.

### Награды
- Первый всесоюзный слайд-фестиваль «Харьков — 90» (первая премия)
- Национальный конкурс документальной фотографии «Укрпрессфото — 94» (первая премия СФХУ)
- Национальный конкурс документальной фотографии «Укрпрессфото — 95» (первая, третья и специальная премии СФХУ)
- Фотограф года журнала «Академия» (первая премия)
- Блиц-конкурс Фотофестиваля «Арциз — 97» (третья премия)

## Творчество
Юрий Косин увлекся фотографией в зрелом возрасте, когда, уже после окончания технического вуза, он решил сменить профессию и посвятить себя фотоискусству. Определить свои творческие задачи ему помогло участие в авангардном, неформальном объединении «Рух» (что означает «Движение»), где собирались литераторы, учёные, художники. В 1977 Ю. Косин, Н. Недзельский и С. Фёдоринчик стали организаторами выставки, где о себе заявили художники-неформалы: Трегуб, Баклицкий, Залевський, Костецкий, Голуб и другие.
Более 20 лет Юрий Косин занимался кураторской деятельностью по организации выставок фотохудожников Украины.
Основной акцент в работах Юрия Косина направлен именно на художественную сторону фотографии. Документальный аспект, конечно, не исключается, но он начисто преобразуется в область субъективных переживаний по поводу времени как частной категории. То есть его задача — не в том, чтобы остановить мгновение, а по возможности растянуть его во времени и тем самым попытаться преодолеть самоё время. Это стремление проявляется на уровне как отдельной фотографии, так и настроения той или иной фотовыставки, а также различных акций и инсталляций. Диапазон его интересов не ограничен ни темой, ни однозначной заданностью содержания, тем более какого-либо сюжета. Его фотография как бы возникает («проявляется») как саморазвивающаяся структура или как пучок бесконечных ассоциаций.
В 1980-х годах Юрий Косин разработал собственный творческий метод, своеобразный авторский язык фотографии, который впоследствии был назван «трансгрессией». Он базируется, с одной стороны, на философию мировосприятия художника, а с другой на соответствующей обработке фотоматериала. В 1980—1990-х годах это было физико-химическое частичное разрушение фотоэмульсии, что создавало собственный вариант фотографики. С приходом компьютерных технологий получить эти же эффекты стало возможно более управляемым способом. Фотографика Юрия Косина не была самоцелью, а только удобным способом отображения авторского мировосприятия. Фотография Юрия Косина — это язык, с помощью которого художник фиксирует не предмет или человека, а своё отношение к нему, в результате чего генерируется новая реальность… В результате фотография Косина не обслуживает образ, а порождает его. В сущности, это преодоление фотографии как орудийного задания. Однако это все равно фотография, а Юрий Косин — её создатель — прежде всего фотохудожник, который применяет её возможности для воплощения своих наблюдений и обобщений.
Начиная с 1987 года Юрием Косиным было проведено свыше 40 персональных выставок на территории Украины и за рубежом, в таких странах как Латвия, Бельгия, Великобритания, Германия, Израиль, Польша, США, Россия. Большое количество работ Юрия Косина входит в частные коллекции Швейцарии, США, Германии, России, Украины, Израиля, Франции, Бельгии, Голландии, Польши, а также хранятся в Фонде фотографии (Москва), в Музее фотографии (Рига), в Ланкастерском университете (Великобритания), в Национальном музее истории Украины.

### Персональные выставки
- 1987 — «Явление», выставка-акция в творческой мастерской «Призма» (Киев, Украина)
- 1988 — «Взаимосвязь», Выставочный зал Союза фотохудожников Украины (Киев, Украина)
- 1990 — «Зона заражения», Дом писателей (Киев, Украина)
- 1991 — «Земля, которую ми потеряли», Киноцентр (Москва, Россия)
- 1991 — Перформанс «Место встречи» («Первое мгновение чумы»), Андреевский спуск (Киев, Украина)
- 1991 — Акция-турне «Чернобыль — место встречи», Великобритания — США
- 1992 — «Чернобыль», Международная галерея искусств (Миннеаполис, США)
- 1994 — «Живая фотография», Музей «Київська фортеця» (Киев, Украина)
- 1994 — Перформанс «Построение модели современного разума» (Ирпень, Украина)
- 1994 — «Коллекция», галерея «Перун» (Ирпень, Украина)
- 1995 — «Олицетворение», Латвийский музей фотографии (Рига, Латвия)
- 1995 — «Серебряный мир» галерея «Гараж», (Рига, Латвия)
- 1995 — «Визуальные наррации», Дом актёра (Киев, Украина)
- 1995 — «Чернобыль 1986—1995», Дом трёх языков (Лёвен, Бельгия)
- 1995 — «Трансгрессия», «Академия искусств Бецалель» (Иерусалим, Израиль)
- 1996 — «Излучение», Восточно-западноевропейский культурный центр «Palais Jalta» (Франкфурт-на-Майне, Германия)
- 1996 — «Анабиоз», Национальный музей истории Украины (Киев, Украина)
- 1996 — «Урок прохождения», DE MARKTEN Gemeenschapscentrum (Брюссель, Бельгия)
- 1996 — «Трансгрессия», Французский культурный центр (Киев, Украина)
- 1997 — «Трансгрессия», Культурный центр «Tuchfabrik» (Трир, Германия)
- 1997 — Перформанс «Искусство объявлений» (Ирпень, Украина)
- 1997 — Перформанс «Пилорама Блюз» (Ирпень, Украина)
- 1998 — «Трансгрессия», галерея «Фолли» (Ланкастер, Великобритания)
- 1998 — «Трансгрессия», Mill Gallery (Калаи, Великобритания)
- 1998 — «Чернобыль», Министерство окружающей среды (Майнц, Германия)
- 1998 — «Легенда» (выставка на воде; Ирпень, Украина)
- 1999 — Перформанс «1+99» (Ирпень, Украина)
- 2000 — Акция «Искусство как праздник» (Ирпень, Украина)
- 2000 — «Бесконечная фотография», галерея «РА» (Киев, Украина)
- 2001 — Акция «В поисках Джина» (Ирпень, Украина)
- 2001 — «Я в современном искусстве», Art-club 44 (Киев, Украина)
- 2002 — Акция «Who is кто?» (Ирпень, Украина)
- 2002 — «Автобиография от третьего лица», галерея «Дім Миколи» (Киев, Украина)
- 2002 — «Пей за „Ж“», галерея «Дім Миколи» (Киев, Украина)
- 2003 — «Писаницы», галерея «Арт-центр на Костельной», в рамках Фотобиеннале — 2003 «Месяц фотографии в Киеве» (Киев, Украина)
- 2003 — Акция «Вой (на) Воде» (Ирпень, Украина)
- 2004 — Акция «Вой (на) Воздухе» (Ирпень, Украина)
- 2005 — «Україна очима України», презентация одноимённого фотоальбома в рамках выставки, галерея «РА фото» (Киев, Украина)
- 2005 — «…Колір надії», Кабинет Министров Украины (Киев, Украина)
- 2006 — «Tak jest od zawsze», центр современного искусства «Solvay» (Краков, Польша)
- 2006 — «The Human Experience Twenty Years Later», Woodrow Wilson Center (Вашингтон, США)
- 2006 — «Borderland», Украинский Институт Америки (Нью-Йорк, США)
- 2006 — «Чернобыль-20» (Гарвард, Вашингтон, Нью-Йорк, США)
- 2010 — «Реальность явления», Галерея Союза фотохудожников Литвы (Вильнюс, Литва)

### Коллективные выставки
- 1988 — «Горячий след», Московский дворец молодёжи, Москва, Россия
- 1988 — «Горячий след», галерея «Метрополь», Минск, Беларусь
- 1991 — Выставка Союза фотохудожников Украины, Культурный центр, Киев, Украина
- 1991 — Перформанс «Триумф культуры, или строительство утопического города», Ирпень, Украина
- 1991 — Перформанс «Я люблю свою Академию», Дом культуры АН Украины, Киев, Украина
- 1991 — Перформанс «Прогулка в садах Академии, или Ашизокитай», Ирпень, Украина
- 1992 — Перформанс «Освоение пространства по Хайдеггеру», Киев, Украина
- 1992 — Перформанс «Желтый Кравчук в голубом небе, или манифест независимости», Киев, Украина
- 1994 — «Три перспективы», Ратуша, Германия
- 1994 — «Украинская фотография сегодня», Католическая Академия, Шверте, Германия
- 1994 — «Фотохудожники Киева», Музей «Київська фортеця», Киев, Украина
- 1994 — «Укрпрессфото — 95», Выставочный центр «Украинский дом», Киев, Украина
- 1995 — «Черкассы — 95», Выставочный зал Союза художников Украины, Черкассы, Украина
- 1995 — «Укрпрессфото — 95», галерея «Гарт», Южно-Украинск, Украина
- 1995 — «7х7», фотогалерея «На узвозі», Киев, Украина
- 1996 — «Vision Art», Национальный художественный музей Украины, Киев, Украина
- 1996 — «Всеукраинская выставка», Украинский государственный музей истории ВОВ, Киев, Украина
- 1997 — «Lege Artist», фотогалерея «Эксар», Киев, Украина
- 1997 — «Блиц-выставка», Арциз, Украина
- 1997 — «Импреза», Ивано-Франковск, Украина
- 1997 — «НЛО», Выставочный центр «Украинский дом», Киев, Украина
- 1998 — «Без слов», фотогалерея «Эксар», Киев, Украина
- 1998 — «Mesiac Fotografie», Братислава, Словакия
- 2001 — «Голоса и ракурсы», Абу-Даби, ОАЭ
- 2002 -«Природа — 2002», Ивано-Франковск, Украина
- 2002 — «Украина in Fokus», галерея «Город N», Киев, Украина
- 2003 — «Позиция», галерея «Лавра», в рамках Фотобиеннале — 2003 «Месяц фотографии в Киеве», Киев, Украина
- 2003 — «Фотосессия», галерея «Совиарт», в рамках Фотобиеннале — 2003 «Месяц фотографии в Киеве», Киев, Украина
- 2003 — «Толковый словарь», украино-израильский проект, выставочный зал Музея — архива литературы и искусства Украины, Киев, Украина
- 2005 — «Оранжевое мгновение», Выставочный центр «Украинский дом», Киев, Украина
- 2006 — «Чернобыль 20», Конгресс холл, Вашингтон, США
- 2006 — «Чернобыль 20», ООН, Нью-Йорк, США
- 2006 — «Однажды в Чернобыле», Centre de Cultura Contemporània de Barcelona, Барселона, Испания

### Кураторская деятельность
- 1977 — «Рух», сокуратор неофициальной выставки Киев, Украина
- 1997 — «Lege Artist», фотогалерея «Эксар», Киев, Украина
- 1998 — «Эффект присутствия», фотогалерея «Эксар», Киев, Украина
- 1998 — «No comment», фотогалерея «Эксар», Киев, Украина
- 1998 — «Тело», фотогалерея «Эксар», Киев, Украина
- 1998 — «Искусство сохранения изображений», фотогалерея «Эксар», Киев, Украина
- 1998 — «Поэтический пейзаж», фотография Е. Странадко, фотогалерея «Эксар», Киев, Украина
- 1998 — «Олицетворение», фотография Е. Мартынюк, фотогалерея «Эксар», Киев, Украина
- 1998 — «Наедине», фотография Вл. Оглоблина, фотогалерея «Эксар», Киев, Украина
- 1998 — «Парнография», фотография Е. Павлова, фотогалерея «Эксар», Киев, Украина
- 1998 — «Дети революции», фотография А. Чекменева, фотогалерея «Эксар», Киев, Украина
- 1999 — «Параджанов», фотография А. Владимирова, фотогалерея «Эксар», Киев, Украина
- 1999 — «Осознанная реальность», фотография О. Плысюк, фотогалерея «Эксар», Киев, Украина
- 2001 — «Ню — Джаз», ресторан «Диксилэнд», Киев, Украина
- 2002 — «Сквозь этот воздух смотрит на меня Бог», фотография Ивана Жданова, фотогалерея «Эксар», Киев, Украина
- 2003 — «Позиция», галерея Лавра, в рамках Фотобиеннале — 2003 «Месяц фотографии в Киеве», Киев, Украина

### Коллекции
- Фотографический фонд, Москва, Россия
- Музей современного искусства, Бонн, Германия
- Фотографический музей, Рига, Латвия
- Национальный музей истории Украины, Киев, Украина
- Музей истории города Киева, Киев, Украина
- Ланкастерский Университет, Великобритания
- Частные коллекции в Швейцарии, США, Германии, России, Украине, Израиле, Франции, Бельгии, Голландии, Польши.

## Фотоальбомы
- Юрий Косин. Превращения/Yuri Kosin.Transgression// Kyiv, Ukraine, 2019
- на укр.: Юрий Косин. Украина глазами Украины // К.: СПД ФО Чальцев О. В., 2005 ISBN 966-8765-03-06